# Гильом III (герцог Аквитании)
Гильом Патлатый (фр. Guillaume Tête d'Étoupe; ок. 910 — 3 апреля 963) — граф де Пуатье (под именем Гильом I) с 934 года, граф герцогства Аквитания с 959 года, герцог Аквитании с 962 года, граф Оверни с 950 года. Сын графа Пуатье Эбля Манцера и Эрембурги.

## Биография
Унаследовал после смерти отца графство Пуатье, однако титул герцога Аквитании за ним король Франции не признал. За титул герцога ему приходилось вести борьбу с представителями Тулузского дома. До 940 года он спорил за титул герцога Аквитании с Раймундом Понсом, а в 940—961 годах с его сыном Раймундом II.
В войне между королём Людовиком IV и герцогом Франции Гуго Великим, начавшейся в 937 году, Гильом встал на сторону короля. По миру 950 года за Гильомом был признан титул графа Оверни.
В 955 году король Лотарь признал титул герцога Аквитании за Гуго Великим. В мае 955 года Гуго выступил против Гильома, стремясь завоевать Аквитанию. Ему удалось разбить армию Гильома, но его собственная армия понесла при этом серьёзные потери, в результате чего Гуго был вынужден отступить. Таким образом, попытка завоевания Аквитании провалилась.
После смерти Гуго Великого титул герцога перешёл к его сыну, Гуго Капету, но тот никогда не пытался завоевать Аквитанию. В 959 году король Лотарь признал Гильома графом герцогства Аквитания, а в 962 году — герцогом Аквитании.

## Брак и дети
Жена: с ок. 935 года Адела (Герлок) (ок. 920 — после 14 октября 962 года), дочь Роллона, герцога Нормандии
- Гильом IV Железная Рука (935/937 — 995), герцог Аквитании и граф Пуатье
- Аделаида (945/950 — 1004/1006); муж: с ок. 968 года — Гуго Капет (ок. 940—996), король Франции
- дочь; муж: с ок. 972 Жильбер I (ок. 951—990), граф де Руси